# Fluke Corporation
Pour les articles homonymes, voir Fluke.
Fluke Corporation est une entreprise américaine, filiale de Fortive.
Elle fabrique des équipements industriels de test, de mesure et de diagnostic.